# "ポルノグラフィティがやってきた" LIVE IN ZEPP TOKYO 2008
『"ポルノグラフィティがやってきた" LIVE IN ZEPP TOKYO 2008』（ポルノグラフィティがやってきた ライブ イン ゼップ トウキョウ 2008）は、ポルノグラフィティのライブビデオ。DVD版は2008年5月21日、Blu-ray版は2011年12月21日に発売された。
制作・発売元はSME Records、ソニー・ミュージックディストリビューションより販売（DVD：SEBL-87、Blu-ray：SEXL-8）。

## 概要
- 7枚目のアルバム『ポルノグラフィティ』を携えて2007年11月26日から2008年3月2日に敢行したライブツアー『9th LIVE CIRCUIT "ポルノグラフィティがやってきた"』から4日間にわたるZepp Tokyo公演のうち2008年2月1日・2日[1]の模様を収録。
- 『6th LIVE CIRCUIT "74ers"』（2003年-2004年）以来4年ぶりの年跨ぎで行われたこのライブツアーでは、全国6ヶ所のZeppで4Days公演を音楽史上初めて（当時）実施。また、それまで公演経験のなかった都道府県の会場など全国15都市で行い、デビュー9年目にしてライブ公演全国制覇を達成した。
- 制作に関するメンバーから監督へのリクエストは「ライブビデオTour 08452のような感じ」[1]。
- 本作では、実際にライブで演奏された曲のうち数曲が収録されていない。また、このツアーではパターンAとBの2種類のセットリストがありBはAの逆順を基本に演奏された[2]。本作にはライブハウス公演Bパターンが収録されている。
- 収録されてはいないがこのツアーのホール公演では25thシングル「ギフト」が24thシングル「痛い立ち位置」より先に演奏された（発表された時期は同じ）。
- メニュー画面で流れる曲は「Porno Graffitti has come」という「ロックバンドがやってきた」の英語詞版[3]で、本ツアーのメンバーの入場曲であった。
- 2011年12月21日にBlu-ray化された。

## 収録内容
1. ベアーズ
2. マシンガントーク
アレンジがなされている。
3. ハネウマライダー
20thシングル。
4. ROLL
17thシングル。実際のライブでは次に「ジョバイロ」が演奏された。
5. パレット
アコースティックアレンジが加えられている。
6. 黄昏ロマンス
16thシングル。実際のライブでは次に「モンスター」が演奏された。
7. 空蝉
8. 鉄鎚
間奏が長くなりハードロックむき出しのアレンジが加えられている。
9. そらいろ
10. 農夫と赤いスカーフ
11. ウォーカー
実際のライブでは次に「ミュージック・アワー」が演奏された。
12. リンク
22ndシングル。
13. Light and Shadow
14. メリッサ
12thシングル。
15. Please say yes, yes, yes
本編最終曲。
エンドロールとともに流れる直後の映像は3月2日に大分で行われたツアー最終公演でのメンバーへのサプライズ映像。
初めてワンマンライブを行った日程と都道府県名が表示される。
16. あなたがここにいたら
23rdシングル。演奏当時は未発表曲。
実際のライブでは次に「ジレンマ」が演奏された。

## サポートメンバー
- 松永俊弥（ドラムス）
- 根岸孝旨（ベース）
- 本間昭光（キーボード/アレンジメント）
- nang-chang（マニピュレート/Other Instruments）
- 野崎真助（ドラムス）※2007年12月16・24・25日公演